# Gosei (go)
Le Gosei (碁聖) est un tournoi japonais de jeu de go. C'est l'un des sept principaux titres japonais.

## Vainqueurs
| Joueur           | Années                        |
| ---------------- | ----------------------------- |
| Kato Masao       | 1976, 1977, 1987              |
| Otake Hideo      | 1978, 1980 - 1985             |
| Cho Chikun       | 1979, 1986                    |
| Kobayashi Koichi | 1988 - 1993, 1999, 2001, 2002 |
| Rin Kaiho        | 1994                          |
| Kobayashi Satoru | 1995                          |
| Yoda Norimoto    | 1996 - 1998, 2003 - 2005      |
| Yamashita Keigo  | 2000                          |
| Cho U            | 2006-2009                     |
| Sakai Hideyuki   | 2010                          |
| Hane Naoki       | 2011, 2019                    |
| Iyama Yuta       | 2012-2017, 2021, 2022, 2023   |
| Kyo Kagen        | 2018                          |
| Ichiriki Ryo     | 2020                          |

## Liensexternes
- (en) Page officielle du titre, sur le site de la Nihon-Kiin.
- Gosei, en anglais, sur le site Gotoeveryone
- Gosei, en anglais, sur une page personnelle (collection de partie)